# Conservatori Superior de Música del Liceu
El Conservatori Superior de Música del Liceu és una escola de música situada al carrer Nou de la Rambla, 82-88 de Barcelona (vegeu Magatzems Nadal).

## Història
Fou creat el 1837 amb el nom de Liceo Filo-dramático de Montesión i aviat es va posar a l'alçada de les millors institucions docents. El 1847, la institució inaugurà el Gran Teatre del Liceu. El 1854, el conservatori i el teatre se separaren administrativament, però en tota la resta de la seva existència la seva interrelació ha estat constant.
Sempre hi va haver una preocupació per dotar talents nacionals al teatre de l'òpera. La qualitat del seu cos docent era tal que el conservatori va aconseguir en molt poc temps una reputació formidable com a camp de cultiu de grans cantants i instrumentistes, cosa que es va traduir en el fet que, a poc a poc, va atraure els alumnes i els professors més capaços. Aquesta institució va arribar a tenir una importància cabdal per a la vida musical, no només de Barcelona sinó de tot el món.

## Fundació
La Fundació Conservatori del Liceu es va cerar el 1937 per a impulsar el conservatori, un centre d'ensenyament musical que ha estat, històricament, el primer del país, i que ha tingut una prestigiosa dedicació cultural. A les seves classes de cant s'han format molts dels millors intèrprets catalans i també ha estat impulsor de reconeguts compositors i instrumentistes, de la mà d'un professorat de primer nivell. El 2012 va rebre la Creu de Sant Jordi.

## Directors de la institució
- Marià Obiols i Tramullas (1847-1888)
- Gabriel Balart i Crehuet (1889-1893)
- Francesc de Paula Sànchez i Cavagnach (1893-1918)
- Joan Lamote de Grignon (1919-1931)
- Josep Barberà i Humbert (1931-1938)
- Josep Biosca i Casas (1939-1949)
- Josep Munner (1949-1953)
- Pere Vallribera i Moliné (1953-1982)
- Ricard Villanueva
- Anna Albors
- Jaume Torrent i Rius (1953)
- Evelio Tieles
- Maria Serrat i Martín, directora general, i Benet Casablancas i Domingo, director acadèmic.
- Maria Serrat i Martín, directora general, i Víctor Estapé Madinabeitia, director acadèmic.